# أغنية برابانت
لابرابانسون (La Brabançonne) هو النشيد الوطني البلجيكي ويتلى في بلجيكا باللغات الرسمية الثلاث للبلاد وهي : الفرنسية والهولندية والألمانية. أما النص الأصلي له فقد كتب بالفرنسية.

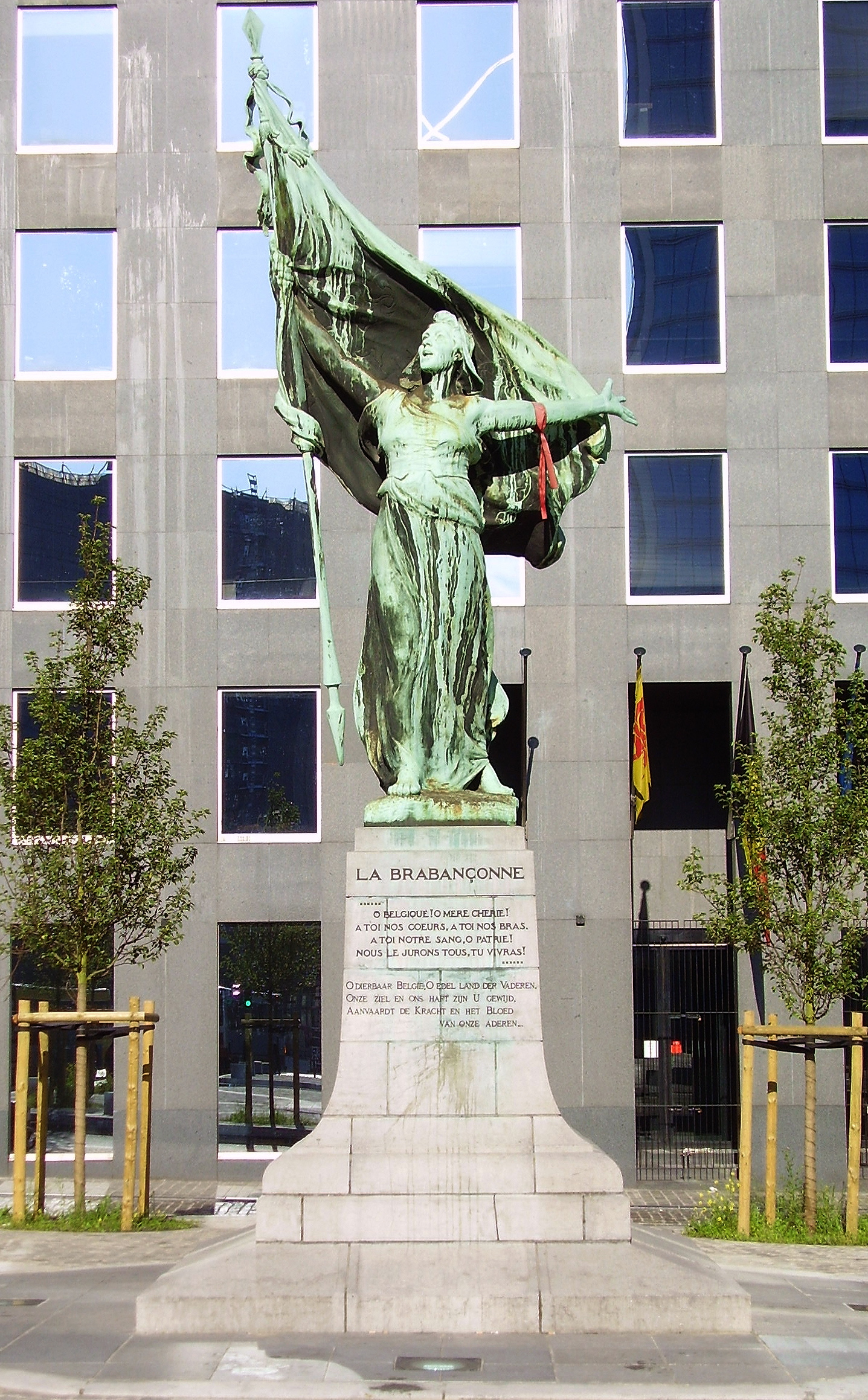
نصب لابرابانسون مكتوب عليه النشيد الوطني البلجيكي، موجود في ساحة سورلي دو شوكييه في بروكسل

## تاريخه

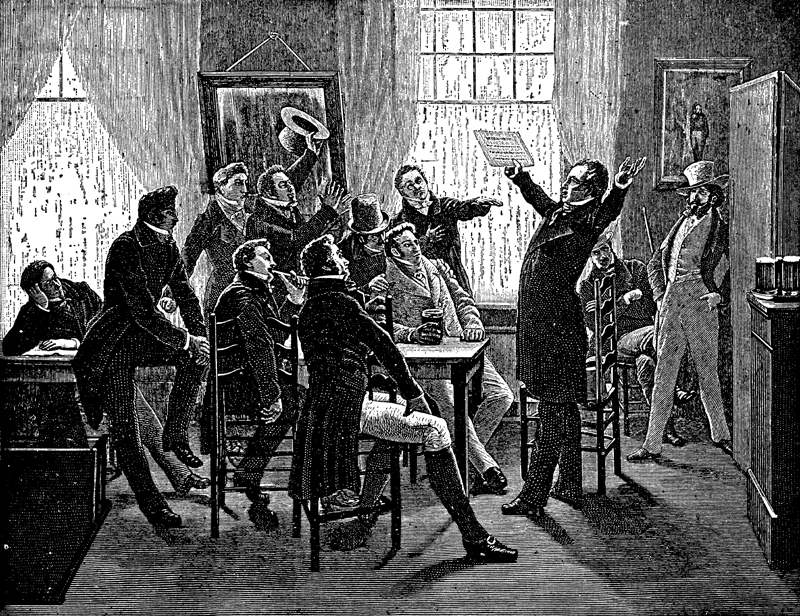
صورة تعبيرية عن الأغنية

بحسب القصة الشعبية فأن هذا النشيد كتبه ثائر شاب اسمه جينوفال Jenneval وهو فرنسي الأصل، وذلك في أيلول/سبتمبر عام 1830 أثناء الثورة البلجيكية ضد الاحتلال الهولندي. وكان جينوفال قد القى نشيده هذا في مقهى ليجل دور (L'Aigle d'Or).
أما تاريخيا فان كاتب نشيد لابرابانسون هو جينوفال فعلا واسمه الحقيقي ألكسندر ديشيه Alexandre Dechet، والذي كان فنانا مسرحيا كتب هذا النشيد عام 1830 في غمرة اندلاع الثورة البلجيكية والتي نتج عنها تحقيق استقلال بلجيكا عن هولندا. وقد قتل جينوفال خلال حرب الاستقلال تلك. وقام فرانسوا فان كامبينو بتلحين النشيد الذي أنشد للمرة الأولى عام 1830.
وفي عام 1860 قام رئيس الوزراء البلجيكي بتبني نص لابرابانسون ولحنه كنشيد وطني للمملكة البلجيكية، بعد أن تم تعديله سيما في المقاطع التي تهاجم بحدة أمير الأورانج الهولندي. كما تم أيضا تعديل اللحن مرات عدة.

## نص النشيد

### النص الرسمي بالفرنسية
Noble Belgique, ô mère chérie,
A toi nos cœurs, à toi nos bras,
A toi notre sang, ô Patrie !
Nous le jurons tous, tu vivras !
Tu vivras toujours grande et belle
Et ton invincible unité
Aura pour devise immortelle :
le Roi, la Loi, la Liberté !
le Roi, la Loi, la Liberté ! (2x)

### النص الرسمي بالهولندية
O dierbaar België, O heilig land der Vad'ren,
Onze ziel en ons hart zijn u gewijd.
Aanvaard ons kracht en bloed van ons ad'ren,
Wees ons doel in arbeid en in strijd.
Bloei, o land, in eendracht niet te breken;
Wees immer uzelf en ongeknecht,
Het woord getrouw, dat g' onbevreesd moogt spreken,
Voor Vorst, voor Vrijheid en voor Recht!
Voor Vorst, voor Vrijheid en voor Recht! (2x)

### النص الرسمي بالألمانية
O liebes Land, o Belgiens Erde,
Dir unser Herz, Dir unsere Hand,
Dir unser Blut, dem Heimatherde,
wir schworen's Dir, o Vaterland!
So blühe froh in voller Schöne,
zu der die Freiheit Dich erzog,
und fortan singen Deine Söhne:
"Gesetz und König und die Freiheit hoch!"

### الترجمة العربية عن النص الفرنسي
آه يا بلجيكا أيتها الأم الحبيبة
لك قلوبنا لك سواعدنا
لك دمنا يا وطننا
نقسم جميعاً بأنك ستحيين
ستحيين إلى الأبد عظيمة وجميلة
و وحدتك التي لا تقهر
ستصبح شعارا خالداً
الملك، القانون، الحرية...
الملك، القانون، الحرية...

## وصلات خارجية
- استمع للنشيد الوطني البلجيكي